# Prêmio Multishow de Música Brasileira para Música do Ano
O Prêmio Multishow de Música Brasileira para Música do Ano foi um prêmio dado anualmente no Prêmio Multishow de Música Brasileira, uma cerimônia que foi estabelecida em 1994 e originalmente chamada de Prêmio TVZ. Foi apresentado pela primeira vez na edição de 1998 sob o nome de Melhor Música. Anitta é a artista mais premiada da categoria, vencendo cinco vezes.

## Vencedores e indicados

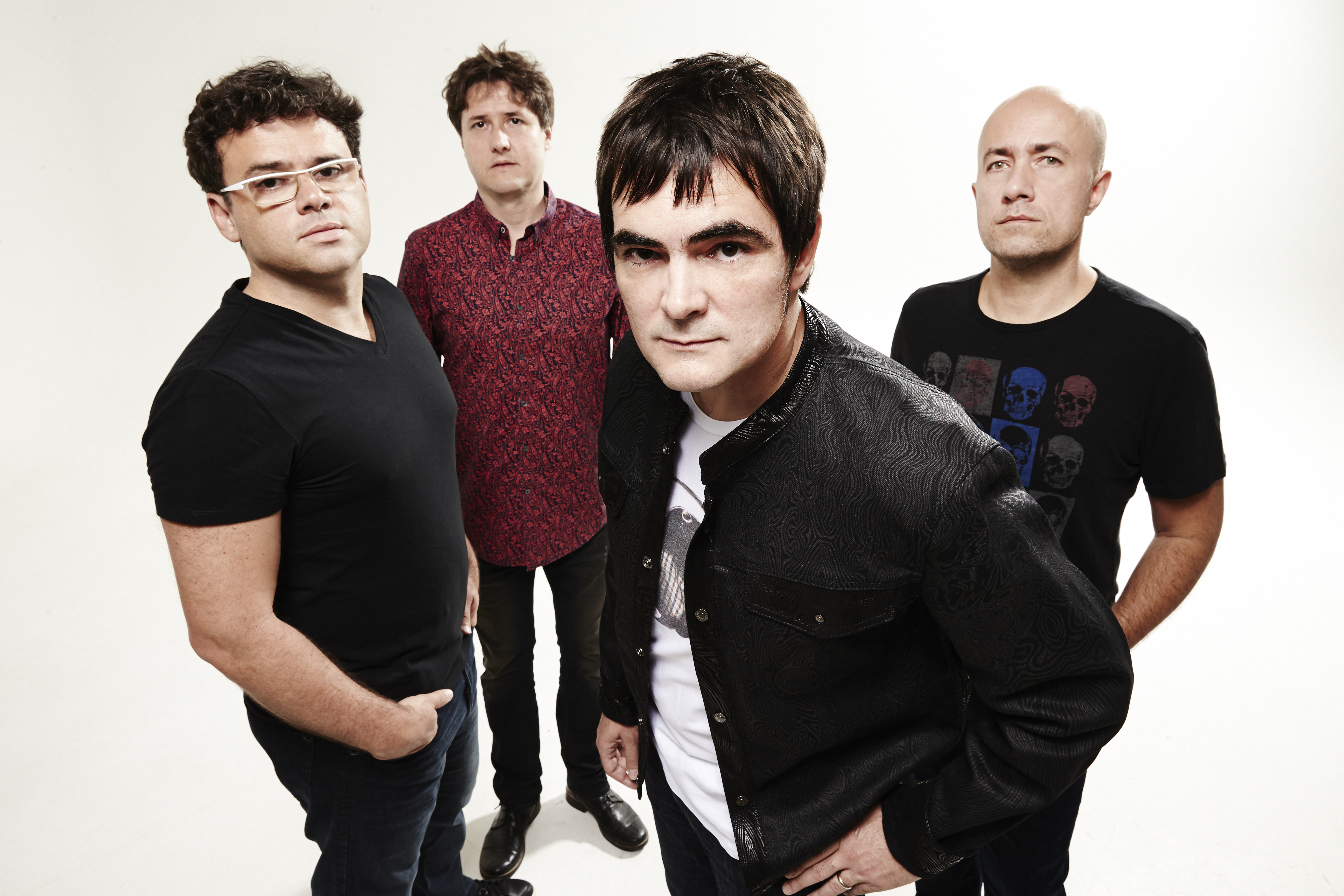
Skank venceu o prêmio duas vezes consecutivas: "Vou Deixar" e "Vamos Fugir".

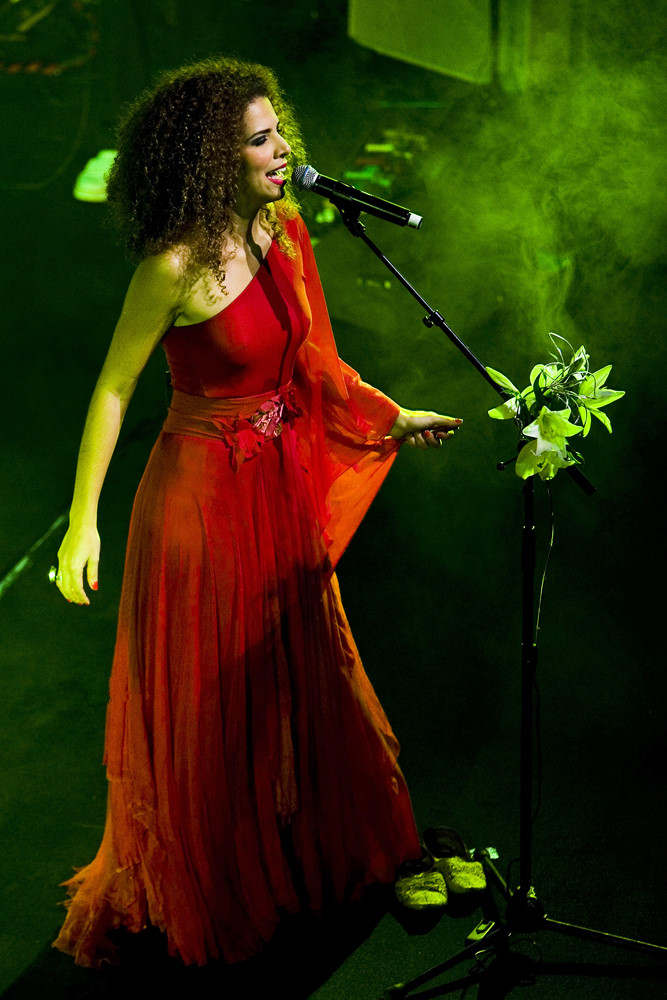
Vanessa da Mata venceu o prêmio três vezes: "Ai, Ai, Ai...", "Boa Sorte / Good Luck" e "Amado".

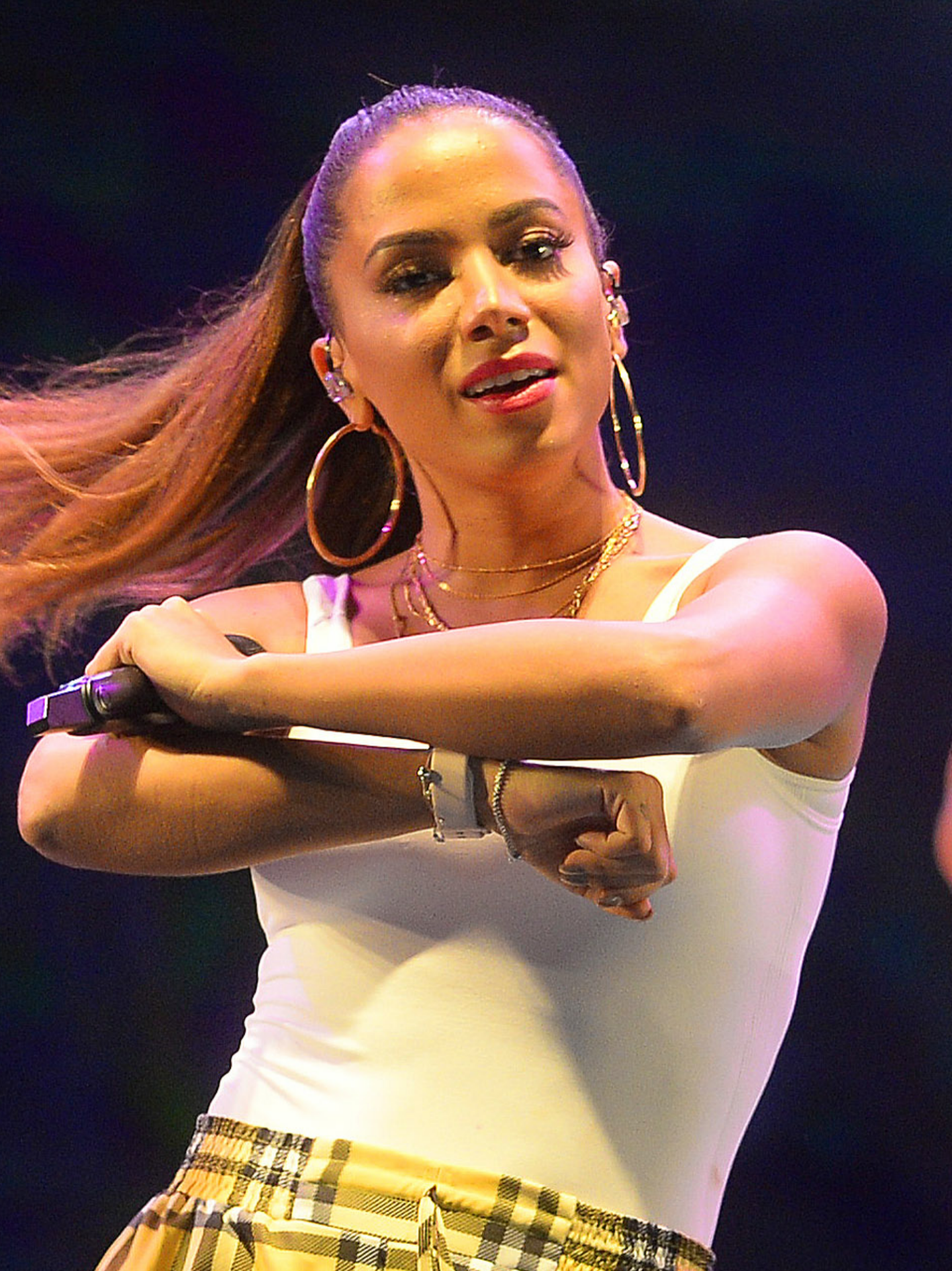
Anitta é a artista mais premiada da categoria, vencendo cinco vezes: "Ritmo Perfeito", "Blecaute", "Sim ou Não", "Girl from Rio" e "Envolver".

### Década de 1990
| Ano  | Vencedor(a)                     | Indicados | Ref.  |
| ---- | ------------------------------- | --- | ----- |
| 1998 | Vanessa Rangel – "Palpite"      | - Charlie Brown Jr. – "Proibida pra Mim" - Gabriel, o Pensador – "Cachimbo da Paz" - Titãs – "Os Cegos do Castelo" - Titãs – "Pra Dizer Adeus" | [ 2 ] |
| 1999 | Titãs – "É Preciso Saber Viver" | - Banda Eva – "Carro Velho" - Caetano Veloso – "Sozinho" - Jota Quest – "Fácil" - Skank – "Resposta"                                           | [ 3 ] |

### Década de 2000
| Ano  | Vencedor(a)                                            | Indicados | Ref.   |
| ---- | ------------------------------------------------------ | --- | ------ |
| 2000 | Los Hermanos – "Anna Júlia"                            | - Chico Buarque – "Carioca" - Raimundos – "Deixa Eu Falar" - Raimundos – "Mulher de Fases" - Sandy & Junior – "Imortal"                              | [ 4 ]  |
| 2001 | Ivete Sangalo – "Se Eu Não Te Amasse Tanto Assim"      | - Adriana Calcanhotto – "Devolva-me" - Gilberto Gil – "Esperando na Janela" - Marisa Monte – "Amor I Love You" - Skank – "Balada do Amor Inabalável" | [ 5 ]  |
| 2002 | Daniela Mercury – "Mutante"                            | - Ivete Sangalo – "Festa" - Leonardo – "Todas as Coisas do Mundo" - Marisa Monte – "A Sua" - Rita Lee – "Pra Você Eu Digo Sim"                       | [ 6 ]  |
| 2003 | Tribalistas – "Já Sei Namorar"                         | - Jorge Vercillo – "Que Nem Maré" - Jota Quest – "Na Moral" - Leonardo – "Te Amo Demais" - LS Jack – "Carla"                                         | [ 7 ]  |
| 2004 | Skank – "Vou Deixar"                                   | - Ivete Sangalo – "Sorte Grande" - Jota Quest – "Amor Maior" - Los Hermanos – "O Vencedor" - Maria Rita – "A Festa"                                  | [ 8 ]  |
| 2005 | Skank – "Vamos Fugir"                                  | - Ana Carolina – "Encostar na Tua" - Capital Inicial – "Não Olhe pra Trás" - CPM 22 – "Ontem" - Pitty – "Equalize"                                   | [ 9 ]  |
| 2006 | Vanessa da Mata – "Ai, Ai, Ai..."                      | - Ana Carolina e Seu Jorge – "É Isso Aí" - CPM 22 – "Irreversível" - Jota Quest – "O Sol" - Los Hermanos – "O Vento"                                 | [ 10 ] |
| 2007 | Charlie Brown Jr. – "Senhor do Tempo"                  | - Ivete Sangalo – "Berimbau Metalizado" - Negra Li – "Você Vai Estar na Minha" - Papas da Língua – "Eu Sei" - Pitty – "Na Sua Estante"               | [ 11 ] |
| 2008 | Vanessa da Mata e Ben Harper – "Boa Sorte / Good Luck" | - Claudia Leitte – "Exttravasa" - Ivete Sangalo e Saulo Fernandes – "Não Precisa Mudar" - Maria Rita – "Tá Perdoado" - NX Zero – "Pela Última Vez"   | [ 12 ] |
| 2009 | Vanessa da Mata – "Amado"                              | - Claudia Leitte – "Beijar na Boca" - Marcelo D2 – "Desabafo" - Marisa Monte – "Não é Proibido" - Skank e Negra Li – "Ainda Gosto Dela"              | [ 13 ] |

### Década de 2010
| Ano  | Vencedor(a)                                           | Indicados | Ref.   |
| ---- | ----------------------------------------------------- | --- | ------ |
| 2010 | Restart – "Recomeçar"                                 | - Luan Santana – "Meteoro" - Maria Gadú – "Shimbalaiê" - NX Zero – "Espero a Minha Vez" - Pitty – "Me Adora"                                                      | [ 14 ] |
| 2011 | NX Zero – "Onde Estiver"                              | - Luan Santana – "Adrenalina" - Luan Santana e Ivete Sangalo – "Química do Amor" - Michel Teló – "Fugidinha" - Victor & Leo – "Boa Sorte pra Você"                | [ 15 ] |
| 2012 | Ana Carolina – "Problemas"                            | - Luan Santana – "Nêga" - Ivete Sangalo – "Darte" - Marisa Monte – "Depois" - Fiuk e Jorge Ben Jor – "Quero Toda Noite"                                           | [ 16 ] |
| 2013 | Thiaguinho – "Buquê de Flores"                        | - Claudia Leitte – "Largadinho" - Luan Santana – "Te Vivo" - Ana Carolina – "Combustível" - Ivete Sangalo – "Dançando"                                            | [ 17 ] |
| 2014 | Luan Santana – "Tudo Que Você Quiser"                 | - Anitta – "Zen" - Jota Quest – "Mandou Bem" - O Rappa – "Auto-Reverse" - Paula Fernandes – "Não Fui Eu"                                                          | [ 18 ] |
| 2015 | Anitta – "Ritmo Perfeito"                             | - Ana Carolina – "Coração Selvagem" - Jota Quest – "Dentro de um Abraço" - Luan Santana – "Escreve Aí" - Skank – "Esquecimento"                                   | [ 19 ] |
| 2016 | Jota Quest (com part. de Anitta) – "Blecaute"         | - Luan Santana – "Chuva de Arroz" - Ludmilla – "24 Horas por Dia" - Nego do Borel – "Não Me Deixe Sozinho"                                                        | [ 20 ] |
| 2017 | Anitta (com part. de Maluma) – "Sim ou Não"           | - Gusttavo Lima – "Homem de Família" - Nego do Borel (com part. de Wesley Safadão e Anitta) – "Você Partiu Meu Coração" - Matheus & Kauan – "O Nosso Santo Bateu" | [ 21 ] |
| 2018 | Iza (com part. de Marcelo Falcão) – "Pesadão"         | - Ivete Sangalo – "Cheguei pra Te Amar" - Luan Santana – "2050" - Marília Mendonça – "Ausência" - Simone & Simaria – "Regime Fechado"                             | [ 22 ] |
| 2019 | Felipe Araújo (com part. de Ferrugem) – "Atrasadinha" | - Dilsinho – "Péssimo Negócio" - Gabriel Diniz – "Jenifer" - Iza – "Dona de Mim" - Marília Mendonça – "Todo Mundo Vai Sofrer"                                     | [ 23 ] |

### Década de 2020
| Ano  | Vencedor(a)              | Indicados | Ref.   |
| ---- | ------------------------ | --- | ------ |
| 2020 | Ludmilla – "Verdinha"    | - Gusttavo Lima – "A Gente Fez Amor" - Henrique & Juliano – "Liberdade Provisória" - MC Zaac, Anitta e Tyga – "Desce pro Play (Pa, Pa, Pa)" - Vitor Kley e Samuel Rosa – "A Tal Canção pra Lua"                                                                                               | [ 24 ] |
| 2021 | Anitta – "Girl from Rio" | - Israel & Rodolffo – "Batom de Cereja" - Iza – "Gueto" - Luan Santana – "Morena" - Marisa Monte – "Calma" | [ 25 ] |
| 2022 | Anitta – "Envolver"      | - Gloria Groove – "Vermelho" - Iza – "Fé" - Jovem Dionisio – "Acorda Pedrinho" - L7nnon, Os Hawaianos e DJ Bel da CDD (com part. de DJ Biel do Furduncinho) – "Desenrola Bate Joga de Ladin" - Ludmilla – "Maldivas" - Matuê, Teto e WIU – "Vampiro" - Xamã, Gustah e Neobeats – "Malvadão 3" | [ 26 ] |